# Márga község
Márga község (románul: Comuna Marga) község Krassó-Szörény megyében, Romániában. Központja Márga, hozzá tartozik Vámosmárga.

## Népessége
A 2011-es népszámlálás adatai alapján a község népessége 1151 fő volt.